# Jorge Carrión
Jorge Carrión, né à Tarragone (Espagne) en 1976, est un écrivain et critique littéraire espagnol.

## Biographie
Né à Tarragone, il a principalement vécu à Mataró, un village proche de Barcelone, puis dans la capitale catalane.
Il est docteur en humanités de l'université Pompeu Fabra de Barcelone, où il est le directeur du master en création littéraire.
Il a séjourné à Buenos Aires, Rosario et Chicago.
Il publie avec régularité dans plusieurs médias, dont El País, La Vanguardia et Letras Libres.
Il est l’auteur d'une tétralogie de fiction (composée des romans Los muertos, Los huérfanos, Los turistas et Los difuntos), ainsi que de diverses œuvres de non fiction, dont Australia. Un viaje, Teleshakespeare et Librairies. Itinéraires d'une passion (Seuil, 2016).
Il a été aussi le commissaire de l’exposition Las variaciones Sebald, au centre CCCB de Barcelone. Son œuvre a été traduite en italien, en allemand, en français, en anglais, en chinois, en portugais et en polonais.

## Œuvre

### Œuvres de fiction
- Los difuntos (Aristas Martínez, 2015), dessins de Celsius Pictor: nouvelle
- Los turistas (Galaxia Gutenberg, 2015): roman
- Los huérfanos (Galaxia Gutenberg, 2014): roman
- Los muertos (Galaxia Gutenberg, 2014): roman
- Ene (Laia Libros, 2001): nouvelle

### Œuvres de non-fiction

#### Essais
- Viaje contra Espacio. Juan Goytisolo y W.G. Sebald (Iberoamericana, 2009).
- Teleshakespeare (Errata Naturae, 2011).
- Librerías (Anagrama, 2013). Cette œuvre a été finaliste du Prix Anagrama.
- Librairies. Itinéraires d'une passion (Seuil, 2016).

#### Récits de voyage
- Crónica de viajes (Aristas Martínez, 2014)
- Norte es Sur. Crónicas americanas (Debate Venezuela, 2009)
- La piel de La Boca (Libros del Zorzal, 2008)
- Australia. Un viaje (Berenice, 2008)
- GR-83 (édition d’auteur, 2007)
- La brújula (Berenice, 2006)

### Bande dessinée
- Barcelona. Los vagabundos de la chatarra (Norma, 2015), avec dessin de Sagar